# Endlicheria duotincta
Endlicheria duotincta är en lagerväxtart som beskrevs av Chanderb.. Endlicheria duotincta ingår i släktet Endlicheria och familjen lagerväxter. Inga underarter finns listade i Catalogue of Life.